# Loopified
Loopified – debiutancki album studyjny szwedzkiego zespołu muzycznego Dirty Loops nagrany i wydany w 2014 roku pod szyldem wytwórni Verve.

## Historia albumu

### Tło i nagrywanie
Po nagraniu w 2010 roku własnej wersji przeboju „Baby” amerykańskiego wokalisty Justina Biebera zespół wyruszył w 2012 roku Stanów Zjednoczonych, gdzie rozpoczął współpracę z kilkoma wykonawcami: piosenkarzem Brianem McKnightem, perkusistą Simonem Phillipsem i basistą Nathanem Eastem. W tym samym czasie muzycy podpisali kontrakt płytowy z Verve będącą wytwórnią zależną Universal Music, której dyrektorem był David Foster. W tym samym czasie zaczęli tworzyć i nagrywać materiał na swoją debiutancką płytę. Partie wokalne, fortepianu oraz instrumentów klawiszowych i strunowych zostały zrealizowane w sztokholmskim X-Level Studios, perkusyjnych – w stołecznym SAE Studios, a gitary basowej – w Min Pappas Garage.
Początkowo album miał zostać wydany na początku 2013 roku, ostatecznie ukazał się kwietniu 2014 roku – najpierw w Japonii, miesiąc później w Wielkiej Brytanii, a w sierpniu – w Stanach Zjednoczonych. Na amerykańskim wydaniu płyty ukazał się także dodatkowy utwór, którym została nowa aranżacja przeboju „Rolling in the Deep” brytyjskiej wokalistki Adele.

## Odbiór

### Sukces komercyjny
Niedługo po premierze płyta trafiła na krajową listę najczęściej kupowanych albumów, pojawiając się na 19. miejscu notowania. Album odnotował także debiut na listach w Norwegii, gdzie trafił na 25. miejsce, a także w Danii (26. miejsce) i Holandii (71. miejsce).

### Krytyka
Album został pozytywnie odebrany przez dziennikarzy muzycznych, zyskał opinię doskonałości uwiecznionej na płycie, a także przebojowego, ale zarazem intrygującego, świetnie wyprodukowanego krążka z wpadającym w ucho instrumentarium, ekspresyjnym wokalem (...) obdarzonego niespotykanym talentem (...) Johana Nilssona.

## Single
Album promował singiel „Hit Me”, będący zarazem pierwszym utworem napisanym na krążek. Na płycie znalazły się także piosenki promocyjne: numer „Sexy Girls” i nowa aranżacja przeboju „Wake Me Up!” z repertuaru szwedzkiego producenta Aviciiego.

## Lista utworów
Twórcami muzyki oraz tekstu wszystkich autorskich utworów zostali członkowie zespołu – Jonah Nilsson, Henrik Linder i Aron Mellergard – oraz producent Andreas Carlsson. Pozostałe numery są nowymi aranżacjami singli innych twórców.
| Nr  | Tytuł                    | Autorzy tekstów                                                     | Producenci       | Czas |
| --- | ------------------------ | ------------------------------------------------------------------- | ---------------- | ---- |
| 1.  | „Hit Me”                 | Jonah Nilsson, Henrik Linder, Aron Mellergard, Andreas Carlsson     | Andreas Carlsson | 3:32 |
| 2.  | „Sexy Girls”             | Nilsson, Linder, Mellergard, Carlsson                               | Carlsson         | 3:30 |
| 3.  | „Sayonara Love”          | Nilsson, Linder, Mellergard, Carlsson, Sebastian Larsson            | Carlsson         | 4:16 |
| 4.  | „Wake Me Up”             | Tim Bergling, Aloe Blacc, Mike Einziger                             | Carlsson         | 3:27 |
| 5.  | „Die for You”            | Nilsson, Linder, Mellergard, Carlsson                               | Carlsson         | 3:19 |
| 6.  | „It Hurts”               | Nilsson, Linder, Mellergard, Carlsson                               | Carlsson         | 4:35 |
| 7.  | „Lost in You”            | Nilsson, Linder, Mellergard, Carlsson                               | Carlsson         | 3:44 |
| 8.  | „Take on the World”      | Nilsson, Linder, Mellergard, Carlsson                               | Carlsson         | 4:30 |
| 9.  | „Accidentally in Love”   | Nilsson, Linder, Mellergard, Carlsson, Johnny Powers, Marjorie Maye | Carlsson         | 3:43 |
| 10. | „The Way She Walks”      | Nilsson, Linder, Mellergard, Carlsson, Tilly Thomson                | Carlsson         | 4:12 |
| 11. | „Crash and Burn Delight” | Nilsson, Linder, Mellergard, Carlsson                               | Carlsson         | 4:10 |
| 12. | „Rollercoaster”          | Justin Bieber, Joshua Gudwin, Rodney Jerkins, Julian Swirsky        | Carlsson         | 3:34 |

| Wydanie japońskie                                |
| ------------------------------------------------ |
| 13. „Automatic” – 4:12 14. „Got Me Going” – 3:09 |

## Personel
Podczas sesji nagraniowej oraz późniejszego etapu powstawania albumu nad całością współpracowali:

### Muzycy
- Jonah Nilsson – wokal, fortepian
- Henrik Linder – gitara basowa
- Aron Mellergård – perkusja
- Filip Jers – harmonijka ustna

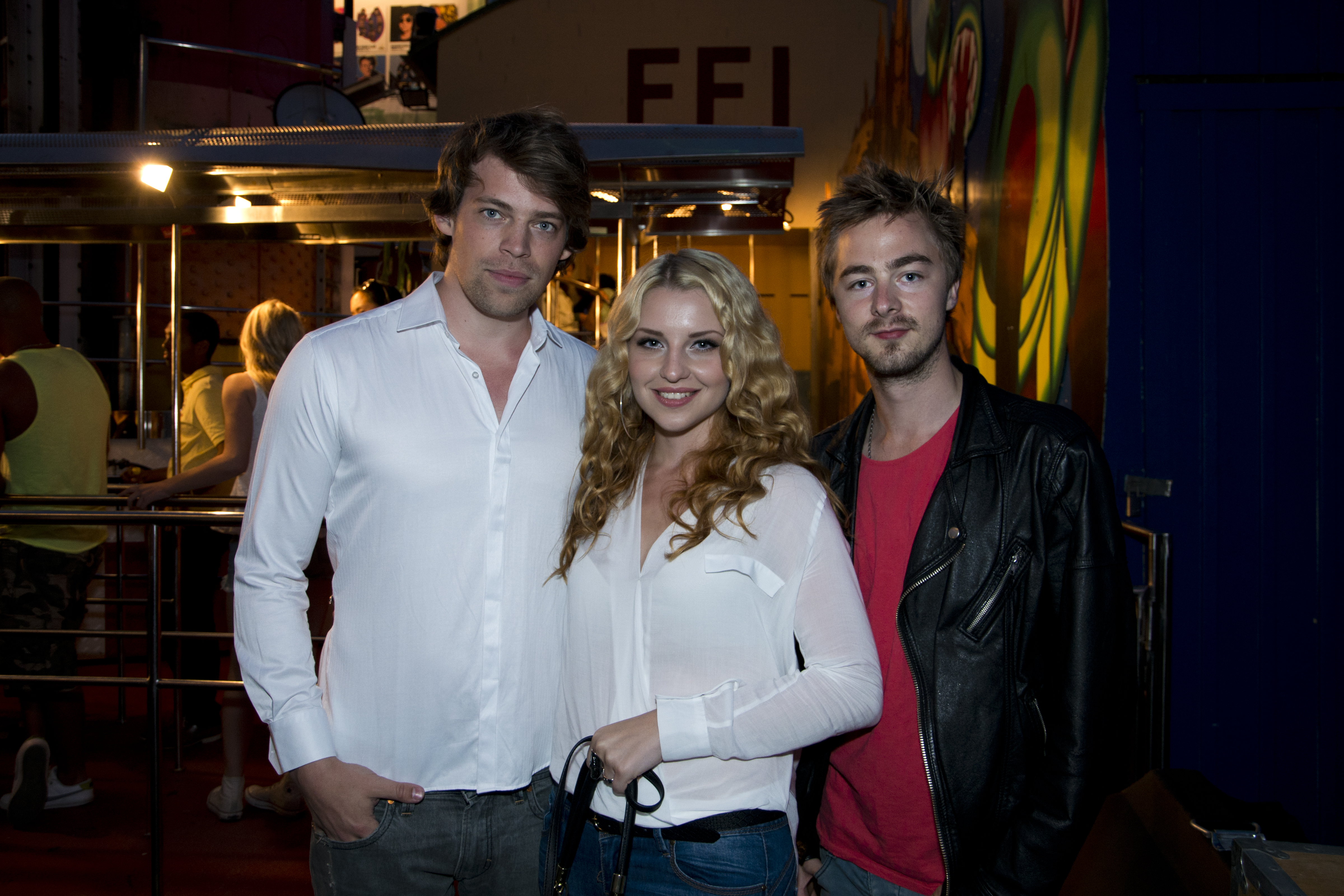
Jonah Nilsson, Aron Mellergård i Maja Keuc w 2013 roku

- Erik Lidbom, Jonah Nilsson – instrumenty klawiszowe
- Andreas Ekstedt – instrumenty perkusyjne
- Dan Higgins – saksofon
- Erik Lidbom – syntezator
- Nisse Westfelt – tamburyn
- Bill Reichenbach – puzon
- Gary Grant, Wayne Bergeron – trąbka
- Erik Arvinder, Andrej Power, Patrik Swedrup, Daniela Bonfiglioli, Simona Bonfiglioli, Martin Stensson, Paul Waltman, Anna Larsson, Åsa Wirdefeldt, Claudia Bonfiglioli, Oscar Treitler, Anna Wirdefeldt, Erik Liljenberg, Sergej Bolkhovets, Aleksander Sätterström – skrzypce (w utworach „It Hurts” i „Take on the World”)
- Riikka Repo, Christopher Öhman, Mikael Sjörgen, Erik Holm, Lars Bryngelsson, Carin Wallgren – altówka (w utworach „It Hurts” i „Take on the World”)
- Gudmund Ingvall, Åsa Strid, Tomas Lundström, Erlend Habberstad, Samuel Coppin – wiolonczela (w utworach „It Hurts” i „Take on the World”)
- Maja Keuc – wokal wspierający (w utworze „Take on the World”)
- Jerry Hey – rogi

### Producenci

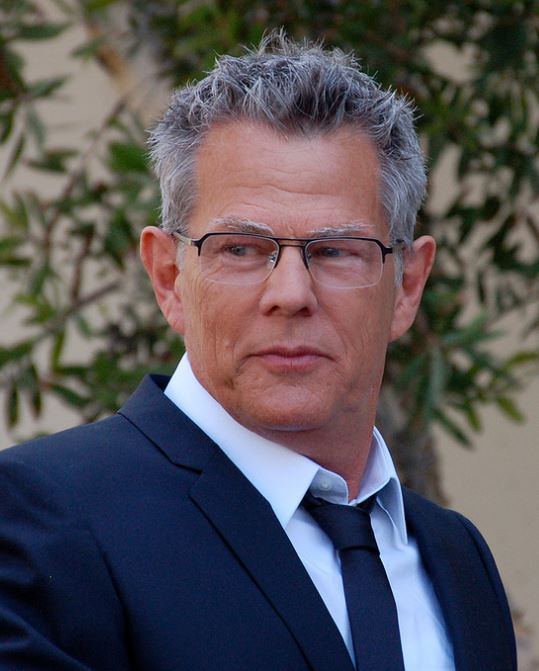
David Foster – producent oraz menedżer zespołu

- Andreas Carlsson – producent muzyczny, producent wykonawczy, menedżer zespołu
- David Foster – producent wykonawczy
- Nisse Westfelt – miksowanie, techniczny ds. perkusji
- Simon Petrén – miksowanie
- Bernie Grundman – mastering
- Andrew Hey – inżynier dźwięku
- Ronny Lathi – inżynier dźwięku perkusji
- Anders Pantzer – asystent inżyniera dźwięku perkusji
- Urban Näsvall, Rickard Gustavsson – techniczni ds. perkusji
- Willem Bleeker – inżynier dźwięku instrumentów strunowych oraz fortepianu
- Jonas Åkerlund – fotografia, dizajn
- Robin Olofsson, Oscar Vallinder – dyrektorzy artystyczni
- Maria Montti – stylizacja
- Evelyn Morgan, Daniela Socorro – A&R
- Christine Telleck – menedżer produkcji

## Notowania na listach przebojów
| Kraj     | Lista (2014)        | Najwyższe miejsce |
| -------- | ------------------- | ----------------- |
| Szwecja  | Albums Top 60       | 19                |
| Norwegia | Album Top 40        | 25                |
| Dania    | Album 40            | 26                |
| Holandia | Dutch Album Top 100 | 71                |